# Discestra hamata
Discestra hamata là một loài bướm đêm trong họ Noctuidae.